# Peleteria cornuticaudata
Peleteria cornuticaudata là một loài ruồi trong họ Tachinidae.